# Ejido Emiliano Zapata, San Luis Potosí
Ejido Emiliano Zapata är en ort i Mexiko.   Den ligger i kommunen Ciudad Valles och delstaten San Luis Potosí, i den centrala delen av landet, 270 km norr om huvudstaden Mexico City. Ejido Emiliano Zapata ligger 70 meter över havet och antalet invånare är 149.
Terrängen runt Ejido Emiliano Zapata är platt. Runt Ejido Emiliano Zapata är det ganska glesbefolkat, med 42 invånare per kvadratkilometer. Närmaste större samhälle är Tantóbal, 4,1 km sydväst om Ejido Emiliano Zapata. Omgivningarna runt Ejido Emiliano Zapata är en mosaik av jordbruksmark och naturlig växtlighet.